# Ted Hendricks Award
Il Ted Hendricks Award è un premio assegnato annualmente al giocatore nel ruolo di defensive end degli Stati Uniti nel football americano universitario. Il trofeo prende il nome da Ted Hendricks, membro sia della College Football Hall of Fame che della Pro Football Hall of Fame ed è presentato dalla sua fondazione, la Ted Hendricks Foundation.

## Albo d'oro
| Year | Vincitore                                    | College                                      |
| ---- | -------------------------------------------- | -------------------------------------------- |
| 2002 | Terrell Suggs                                | Arizona State                                |
| 2003 | David Pollack                                | Georgia                                      |
| 2004 | David Pollack                                | Georgia                                      |
| 2005 | Elvis Dumervil                               | Louisville                                   |
| 2006 | LaMarr Woodley                               | Michigan                                     |
| 2007 | Chris Long                                   | Virginia                                     |
| 2008 | Brian Orakpo                                 | Texas                                        |
| 2009 | Jerry Hughes                                 | TCU                                          |
| 2010 | Da'Quan Bowers                               | Clemson                                      |
| 2011 | Whitney Mercilus                             | Illinois                                     |
| 2012 | Jadeveon Clowney                             | South Carolina                               |
| 2013 | Jackson Jeffcoat                             | Texas                                        |
| 2014 | Nate Orchard                                 | Utah                                         |
| 2015 | Carl Nassib                                  | Penn State                                   |
| 2016 | Jonathan Allen                               | Alabama                                      |
| 2017 | Bradley Chubb                                | NC State                                     |
| 2018 | Clelin Ferrell                               | Clemson                                      |
| 2019 | Chase Young                                  | Ohio State                                   |
| 2020 | Nessun premio assegnato a causa del COVID-19 | Nessun premio assegnato a causa del COVID-19 |
| 2021 | Aidan Hutchinson                             | Michigan                                     |
| 2022 | Caleb Murphy                                 | Ferris State (Division II)                   |
| 2023 | Laiatu Latu                                  | UCLA                                         |
| 2024 | Donovan Ezeiruaku                            | Boston College                               |

## Vincitori per istituto
| College        | Vincitori |
| -------------- | --------- |
| Clemson        | 2         |
| Georgia        | 2         |
| Ohio State     | 2         |
| Texas          | 2         |
| Alabama        | 1         |
| Arizona State  | 1         |
| Ferris State   | 1         |
| Illinois       | 1         |
| Louisville     | 1         |
| Michigan       | 1         |
| NC State       | 1         |
| Penn State     | 1         |
| South Carolina | 1         |
| TCU            | 1         |
| Virginia       | 1         |
| Utah           | 1         |
| UCLA           | 1         |
| Boston College | 1         |